# Henryk Krelker
Henryk Krelker (XV wiek) – śląski dominikanin i inkwizytor.
O jego młodości nic bliżej nie wiadomo. Wstąpił do zakonu dominikańskiego i uzyskał tytuł bakałarza teologii. W 1432 i 1444 był przeorem konwentu wrocławskiego. W 1444 został mianowany inkwizytorem diecezji wrocławskiej i wikariuszem kontraty śląskiej. 7 kwietnia 1446 uzyskał potwierdzenie na urzędzie inkwizytorskim od biskupa wrocławskiego Konrada. W latach 1448–1450 był przeorem konwentu głogowskiego. Data jego śmierci nie jest znana, wiadomo jedynie, że jego następca na urzędzie inkwizytorskim został mianowany w 1461.
Według źródeł dominikańskich Henryk Krelker jest autorem zaginionego już dziś dzieła dedykowanego papieżowi Eugeniuszowi IV De potestate summi pontificis super concilium, w którym bronił wyższości papieża nad soborem powszechnym.